# Campeonato Panamericano de Clubes de 1999
El Campeonato Panamericano de Clubes de 1999 fue la sexta edición de este torneo. Se disputó en Santo Domingo, República Dominicana.
El campeón de esta edición fue Franca Basquetebol Clube (Brasil).

## Equipos participantes
| País               | Equipo                        |
| ------------------ | ----------------------------- |
| Argentina 1 cupo   | Independiente de General Pico |
| Brasil 2 cupos     | Franca Vasco Da Gama          |
| Dominicana 2 cupos | Los Guloyas Mauricio Báez     |
| Honduras 1 cupo    | Nacional de Ingenieros        |
| México 1 cupo      | Las Águilas de Puebla         |
| Uruguay 1 cupo     | Welcome                       |